# ويليام لودج
ويليام لودج (بالإنجليزية: William Lodge)‏ هو مدير فني أمريكي، ولد في 2 مايو 1890 في فيلادلفيا في الولايات المتحدة، وتوفي في 4 يونيو 1950 في Long Beach Township, New Jersey ‏ في الولايات المتحدة.